# Pseudapis fugax
Pseudapis fugax är en biart som först beskrevs av Morawitz 1877.  Pseudapis fugax ingår i släktet Pseudapis och familjen vägbin. Inga underarter finns listade i Catalogue of Life.